# 불갑초등학교
불갑초등학교는 대한민국 전라남도 영광군 불갑면 쌍운리에 있는 공립 초등학교이다.

## 학교 연혁
- 1929년 11월 2일 불갑공립보통학교 개교
- 1938년 4월 1일 불갑공립심상소학교로 개칭
- 1941년 4월 1일 불갑공립국민학교로 개칭
- 1981년 1월 28일 병설유치원 설립 인가
- 1996년 3월 1일 불갑초등학교로 개칭
- 2015년 3월 1일 제30대 노택현 교장 부임
- 2017년 2월 10일 제85회 졸업식 (졸업생 6,269명)

## 학교 상징
- 교화 - 동백 : 고결하고 강인한 어린이
- 교목 - 단풍나무 : 몸과 마음이 아름다운 어린이
- 교색 - 파랑 : 희망과 용기를 지닌 어린이

## 참고 자료
- 불갑초등학교 - 한국교육학술정보원 학교알리미